# Flyvestation Læk
Flyvestation Læk (Tysk: Fliegerhorst Leck) var en flyvestation nordvest for Læk i Tyskland mellem Flensborg og nordsøkysten nær Sild. Den tidligere aktive flyvestation har ikke været benyttet til militære flyvninger siden 1993. Den astfaltbelagte landingsbane er ikke længere i brug og der er anlagt en 820 meter lang græslandingsbane som benyttes af en sportsflyveklub. I dag fungerer kasernen tilknyttet til flyvestationen som garnison for en bataljon fra Deutsches Heer.

## Historie
I Nazi-Tyskland blev Læk benyttet som flyvestation af Værnemagtens Luftwaffe.
Fra november 1943 var dele af Kampfgeschwader 100 (KG100) udstationeret på flyvestationen med Dornier Do 217E og senere også Heinkel He 177A. Disse enheder blev i Marts 1944 forskudt til Flyvestation Aalborg.
Læk var en af de sidste flyvestationer på tyske hænder under 2. verdenskrig og havde i de sidste uger af krigen et sammensurium af forskellige enheder og flytyper. I slutningen af april ankom et antal Arado Ar 234 fra Kaltenkirchen til Nordfrisland og i starten af maj ankom yderligere seks Ar 234 underlagt III. Gruppe fra Kampfgeschwader 76 (III./KG 76) fra Stavanger-Sola. Omkring 30 af de 170 producerede eksperimentelle jetfly Heinkel He 162 (ofte omtalt som Volksjäger) blev erobret her af de allierede, et af disse befinder sig nu i det tyske teknikmuseum i Berlin.
British Air Force of Occupation (BAFO) destruerede en lang række tidligere tyske militærfly i Læk, herunder cirka tres Arado Ar 96. Foruden 434. Disarmament Servicing and Repair Unit (DSRU) var leck i 1946 også garnison for RAFs 2. Mobile Radar Control Posts (MRCP). Som basis for flyvende enheder valgte RAF ikke at benytte flyvestationen.
Under den kolde krig dannede flyvestationen igen baggrund for flyvende enheder fra det nyligt etablerede Luftwaffe. Den første enhed der blev flyttet til flyvestationen var Jagdgeschwader 72 (JG72), der var ganisoneret i Læk fra 1959 og frem til september 1964 hvor de blev flyttet til Flyvestation Oldenburg. For at understøtte flyvestationen etablerede man et par kilometer væk, i byen Stadum, en kaserne benævnt General–Thomsen–Kaserne.
I oktober 1964 blev Aufklärungsgeschwader 52 (AG52) og dets RF-84F Thunderflash-fly flyttet til Læk fra Tysklands nordligste flyvestation, Eggebæk. Moderniseringen af flyvestationen for at kunne understøtte de nye RF-104G Starfightere var allerede begyndt flere måneder før ankomsten af de første fly den 5. november 1964. Den sidste officielle flyvning med RF-84F fandt sted den 31. August 1966. RF-4E Phantom II afløste RF-104G i starten af 1970'erne og blev benyttet frem til lukningen af AG52 i 1993. Jordmandskab fra United States Air Force befandt sig ofte på flyvestationen for at lære hvordan man servicerede de tyske fly mens det tyske mandskab lærte at servicere de amerikanske fly.
Efter de sidste fly havde forladt Læk blev flyvestationen og den nærliggende kaserne i 1994 hjemsted for et antal luftforsvarsenheder og benyttede i løbet af årene Hawk-missiler, Patriot-missiler og Roland-missiler. Den sidste luftforsvarsenhed på flyvestationen var Flugabwehrraketengruppe 25 den sidste enhed, underlagt Flugabwehrraketengeschwader 1 "Schleswig-Holstein"  som lå i Husum. I oktober 2011 indførte Bundeswehr en ny organisation som betød at luftforsvaret i Læk blev nedlagt ved udgangen af 2012.
Kasernen i Stadum er stadig benyttet af Bundeswehr, hvor en bataljon til elektronisk krigsførelse nu er garnisoneret på kasernen.

## Literatur
- Aufklärungsgeschwader 52 Chronik, 1. Aufl. 1993.